# اضطرابات مرتبطة بالمواد
الاضطرابات المرتبطة بالمواد، والمعروفة أيضًا باسم اضطرابات تعاطي المخدرات، هي حالات قد تؤدي إلى مشاكل مجتمعية كبرى. وُجد أنها أشيع لدى الأفراد الذين تتراوح أعمارهم بين 18 و25 عامًا، مع احتمالية أكبر لحدوثها عند الرجال مقارنةً بالنساء، وسكان الحضر مقارنةً بسكان الريف. في المتوسط، تضم المرافق الطبية العامة 20% من المرضى الذين يعانون من اضطرابات مرتبطة بالمواد، ما قد يؤدي إلى اضطرابات نفسية لديهم لاحقًا. غالبًا ما يكون لدى أكثر من 50% من الأفراد الذين يعانون من اضطرابات مرتبطة بالمواد «تشخيص مزدوج»، إذ يتم تشخيصهم بإدمان المخدرات بالإضافة إلى حالات نفسية، أكثرها شيوعًا الاضطراب الاكتئابي واضطراب الشخصية واضطرابات القلق والاكتئاب الجزئي.
تعاطي المواد، المعروف أيضًا باسم تعاطي المخدرات، هو استهلاك نمطي من قبل فرد لمادة (عقار) بكميات أو بطرق تضر به أو بالآخرين. غالبًا ما ترتبط المخدرات المستخدمة بمستويات السكر التي تؤثر على الحكم والإدراك والانتباه والتحكم بالجسد، ولا ترتبط بالتأثيرات الطبية. يُعتقد أن المواد الرئيسية التي يتم تعاطيها هي المخدرات غير المشروعة والكحول؛ ومع ذلك، أصبحت الأدوية الموصوفة والتبغ تشكل مشاكل شائعة.

## العلامات والأعراض
تشمل الأعراض الشائعة ما يلي:
- تغييرات مفاجئة في السلوك -قد ينخرط الفرد في سلوك سري أو مشبوه
- تغيرات مزاجية -الغضب تجاه الآخرين وجنون الارتياب وقلة اهتمام الأفراد بأنفسهم أو بمستقبلهم
- مشاكل في العمل أو المدرسة -قلة الحضور
- تغيرات في عادات الأكل والنوم
- تغيرات في مجموعات الأصدقاء وضعف العلاقات الأسرية
- تغير مفاجئ وغير مبرر في الاحتياجات المالية -ما يؤدي إلى اقتراض الأموال أو سرقتها

هناك العديد من الأعراض الأخرى مثل التغيرات الجسدية والنفسية، رغم أنها تعتمد غالبًا على المادة المستخدمة. مع ذلك، من الشائع أن يعاني الأشخاص الذين يتعاطون المواد من أعراض انسحاب غير سارة إذا سُحب الدواء منهم.

## التصنيف والمصطلحات
صُنفت الاضطرابات المرتبطة بالمواد في الأصل إلى «اضطراب تعاطي المخدرات» و«الاضطرابات الناجمة عن المواد». رغم أن الطبعة الرابعة من الدليل التشخيصي والإحصائي للاضطرابات النفسية (دي إس إم) تميز بشكل واضح بين الحالتين، إلا أن الثانية غالبًا ما تحدث في سياق الأولى.

### الاضطرابات الناجمة عن المواد
تشمل الاضطرابات الناجمة عن المواد الحالات الطبية التي يمكن أن تعزى مباشرةً إلى تعاطي مادة ما. تشمل هذه الحالات سكر المادة والانسحاب والهذيان الناجم عن المواد والذهان الناجم عن المواد والاضطرابات المزاجية الناجمة عن المواد.

### اضطرابات تعاطي المخدرات
تشمل اضطرابات تعاطي المخدرات تعاطي المخدرات والاعتماد على المخدرات. في الطبعة الرابعة من دي إس إم، كانت الحالتان تُشخصان بشكل منفصل، ولكن، اقتُرح أن تجمع الطبعة الخامسة الاثنتين في حالة واحدة تسمى «اضطراب تعاطي المخدرات».

### المضاعفات
هناك العديد من المضاعفات المحتملة التي قد تنشأ بسبب تعاطي المواد مثل الأضرار الفسيولوجية الشديدة والتغيرات النفسية والتغيرات الاجتماعية التي غالبًا ما تكون غير مرغوبة.
غالبًا ما يكون الضرر الفسيولوجي هو الأكثر وضوحًا، ويُلاحظ كحالة غير طبيعية تؤثر على جسم الفرد: مثلًا، هناك العديد من الأمراض المعروفة الناجمة عن الكحول (مثل التهاب الكبد الكحولي ومرض الكبد الكحولي واعتلال عضلة القلب الكحولي). غالبًا ما يرتبط تعاطي المواد أيضًا مع الشيخوخة المبكرة ومضاعفات مرتبطة بالخصوبة وتلف الدماغ وارتفاع خطر الإصابة بالأمراض المعدية بسبب ضعف جهاز المناعة.
يرتبط الاستخدام طويل الأمد بتغيرات في الشخصية مثل الاكتئاب وجنون الارتياب والقلق والتي قد تكون مرتبطة بالاضطرابات النفسية. كثيرًا ما يُذكر أيضًا أن تعاطي المواد يتزامن مع اضطرابات الشخصية، مثل اضطراب الشخصية الحدي. تبين حاليًا أن الاستخدام طويل الأمد يرتبط أيضًا بالتلف الشديد في الدماغ، ما يؤدي إلى عدم القدرة على التحكم في السلوكيات، وهو ما قد يفسر سبب تطور حالة العديد من الأشخاص من تعاطي المواد إلى إدمانها.